# Agenția Națională de Administrare Fiscală

Emblema Agenției Naționale de Administrare Fiscală

Agenția Națională de Administrare Fiscală (ANAF) este un organ de specialitate al administrației publice centrale din România.
A fost înființată la data de 1 octombrie 2003 în subordinea Ministerului Finanțelor.
Începând cu ianuarie 2004 a devenit operațională, dobândind calitatea de instituție cu personalitate juridică proprie, prin desprinderea direcțiilor cu atribuții în administrarea veniturilor statului din cadrul Ministerului Finanțelor.
ANAF are rolul de a asigura resursele pentru cheltuielile publice ale statului prin colectarea și administrarea eficace și eficientă a impozitelor, taxelor, contribuțiilor și a altor sume datorate bugetului general consolidat.
În anul 2009, numărul total de angajați al agenției și structurilor subordonate era de 31.281.
În anul 2022, numărul total de angajați al agenției și structurilor subordonate a scăzut la 22.244 .

## Organizare

În cadrul ANAF se organizează și funcționează, de asemenea, Garda Financiară, Autoritatea Națională a Vămilor (ANV), direcțiile generale ale finanțelor publice județene (DGRFP) și Direcția Generală a Finanțelor Publice a Municipiului București,
precum și Direcția Generală de Administrare a Marilor Contribuabili (DGAMC).
Filialele județene ale ANAF se numesc Administrația Județeană a Finanțelor Publice (AJFP).
Filialele regionale ale ANAF se numesc Direcția Generală Regională a Finanțelor Publice (DGRFP). ANAF este împărțită în 8 regiuni administrative, conform hotărârii de guvern nr. 520 din 24 iulie 2013:
| DGRFP       | Regiune                                                           | Director general         | Site |
| ----------- | ----------------------------------------------------------------- | ------------------------ | ---- |
| Ploiești    | Argeș, Călărași, Dâmbovița, Giurgiu, Ialomița, Prahova, Teleorman | Marinel Rizea            |      |
| Timișoara   | Arad, Caraș-Severin, Hunedoara, Timiș                             | Mircea-Florin Călin      |      |
| Cluj-Napoca | Bihor, Bistrița-Năsăud, Cluj, Maramureș, Satu Mare, Sălaj         | Ioan Pop                 |      |
| Iași        | Bacău, Botoșani, Iași, Neamț, Suceava, Vaslui                     | Doru-Viorel Alupoaei     |      |
| Brașov      | Alba, Brașov, Covasna, Harghita, Mureș, Sibiu                     | Mihai-Adrian Hârlab      |      |
| Craiova     | Dolj, Gorj, Mehedinți, Olt, Vâlcea                                | Silviu-Mircea Pîrvulescu |      |
| Galați      | Brăila, Buzău, Constanța, Galați, Tulcea, Vrancea                 | Florin-Ciprian Iamandi   |      |
| București   | Ilfov, Sector 1, Sector 2, Sector 3, Sector 4, Sector 5, Sector 6 | Ligia Mihaela Urs        |      |

### Direcția Generală Antifraudă Fiscală
Agenția Națională de Administrare Fiscală s-a reorganizat ca urmare a fuziunii prin absorbție și preluarea activității Autorității Naționale a Vămilor și prin preluarea activității Gărzii Financiare, instituție publică care s-a desființat la 30 octombrie 2013. În cadrul ANAF s-a înființat Direcția generală antifraudă fiscală, structură fără personalitate juridică, cu atribuții de prevenire și combatere a actelor și faptelor de evaziune fiscală și fraudă fiscală și vamală. Direcția generală antifraudă fiscală este coordonată de un vicepreședinte, cu rang de subsecretar de stat, numit prin decizie a prim‐ministrului, și condusă de un inspector general antifraudă, ajutat de inspectori generali adjuncți antifraudă. În cadrul structurii centrale a Direcției generale antifraudă fiscală funcționează, pe lângă structurile de prevenire și control, Direcția de combatere a fraudelor, care acordă suport tehnic de specialitate procurorului în efectuarea urmăririi penale în cauză având ca obiect infracțiuni economico‐financiare.
| Nr. | Nume                       | Data Începerii mandatului | Data finalizării mandatului | Numărul de zile în funcție |
| --- | -------------------------- | ------------------------- | --------------------------- | -------------------------- |
| 1   | Neculae Plăiașu            | 1 octombrie 2003          | 1 februarie 2005            | 1 an, 123 zile             |
| 2   | Sebastian Bodu (PD)        | 1 februarie 2005          | 19 ianuarie 2007            | 1 an, 352 zile             |
| 3   | Daniel Chițoiu (interimar) | 23 ianuarie 2007          | 5 aprilie 2007              | 72 zile                    |
| 4   | Daniel Chițoiu             | 5 aprilie 2007            | 6 ianuarie 2009             | 1 an, 276 zile             |
| 5   | Sorin Blejnar              | 6 ianuarie 2009           | 17 aprilie 2012             | 3 ani, 102 zile            |
| 6   | Șerban Pop                 | 17 aprilie 2012           | 22 aprilie 2013             | 1 an, 5 zile               |
| 7   | Gelu Ștefan Diaconu        | 25 aprilie 2013           | 11 februarie 2016           | 2 ani, 292 zile            |
| 8   | Dragoș Doroș               | 11 februarie 2016         | 12 ianuarie 2017            | 336 zile                   |
| 9   | Bogdan Nicolae Stan        | 12 ianuarie 2017          | 18 iulie 2017               | 187 zile                   |
| 10  | Mirela Călugăreanu         | 18 iulie 2017             | 28 martie 2018              | 187 zile                   |
| 11  | Ionuț Mișa                 | 28 martie 2018            | 3 ianuarie 2019             | 187 zile                   |
| 12  | Mihaela Triculescu         | 3 ianuarie 2019           | 3 iunie 2019                | 151 zile                   |
| 13  | Mirela Călugăreanu         | 3 iunie 2019              | 5 mai 2022                  | 2 ani, 336 zile            |
| 13  | Lucian Heiuș               | 6 mai 2022                | 29 mai 2023                 | 1 an, 23 zile              |
| 13  | Nicoleta Cîrciumaru        | 31 mai 2023               | Prezent                     | 2 ani, 30 zile             |

| Sediul principal al direcțiilor regionale antifraudă | Aria de competență teritorială                                    | Inspector general adjunct antifraudă |
| ---------------------------------------------------- | ----------------------------------------------------------------- | ------------------------------------ |
| Suceava                                              | Bacău, Botoșani, Iași, Neamț, Suceava, Vaslui                     | Dan Niță                             |
| Constanța                                            | Brăila, Buzău, Constanța, Galați, Vrancea, Tulcea                 | Daniel Dinulescu                     |
| Alexandria                                           | Argeș, Călărași, Dâmbovița, Giurgiu, Ialomița, Prahova, Teleorman | Cosmin Georgescu                     |
| Târgu Jiu                                            | Dolj, Gorj, Mehedinți, Olt, Vâlcea                                | Claudel Șelaru                       |
| Deva                                                 | Arad, Caraș‐Severin, Hunedoara, Timiș                             | Adrian Paul Voicu                    |
| Oradea                                               | Bihor, Bistrița‐Năsăud, Cluj, Sălaj, Satu Mare, Maramureș         | Marius Coturbaș                      |
| Sibiu                                                | Alba, Brașov, Covasna, Harghita, Mureș, Sibiu                     | Laurențiu Dan Pușdercă               |
| București                                            | București, Ilfov                                                  | Iulian Bogdan Gheorghe               |

## Activitate
În anul 2009, prin controalele efectuate, ANAF a reușit să atragă la buget sume suplimentare de 5,8 miliarde de lei.
În total, fiscul a realizat 29.000 de controale la persoane fizice și 83.000 la companii în anul 2009.

## Spațiul Privat Personal (SPV)
Spațiul Private Personal este o platformă online care permite persoanelor fizice și juridice să efectueze diverse acțiuni administrative. Printre cele mai importante servicii se numără:
- Verificarea taxelor și impozitelor restante sau plătite, cât și istoricul de plăți
- Obținerea de certificate de atestare fiscală
- Depunerea declarațiilor fiscale
- Plata impozitelor